# ムハンマド・フサイン・アーザード
ムハンマド・フサイン（Muḥammad Ḥusain、1830年5月5日デリー - 1910年1月20日ラーホール）は、南アジアの文筆家、ウルドゥー語詩人。アーザード（Āzād、「自由」の意）と号した。ムガル朝末期からイギリス領インド帝国にかけての時代に、歴史や文学批評、人物伝、当世政治に対する論説で活躍した。また、近代ウルドゥー語詩の開拓者としても知られる。

## 生涯
のちにアーザードの雅号を名乗ることになる詩人のムハンマド・フサインは、1830年に北インド、ヒンドゥスターン平原におけるウルドゥー語文芸の中心地、ムガル王朝君主の御座所であるデリーに生まれた。『イラン百科事典』によると「フサイン」はミドルネーム等ではなく「ムハンマド・フサイン」で一続きの名前である。父系はペルシアから移り住んできた家系であり、父親は北インドの言論界の中心的な人物の一人であったマウラーナー・ムハンマド・バーキル（モウルヴィー・モハンマド・バーゲル、Maulvī Muḥammad Bāqir, c.1810-57）である。母はムハンマド・フサインが3歳か4歳の頃に亡くなっており、ムハンマド・フサインはムハンマド・バーキルの唯一の息子であった。
アーザードの父、ムハンマド・バーキルは多才な人であり、イギリスの統治機構の中で働きながら北インドにおけるシーア派とスンナ派の論争に身を投じたり、新聞社を買い取って新聞の発行を始めたりもした。1837年に発行が始まったムハンマド・バーキルの新聞『デリー・ウルドゥー・アフバール』（Dihlī Urdū Aḳhbār）はヒンドゥースターニー語をウルドゥー文字で表記（つまり、ウルドゥー語）した新聞としてはおそらくはじめてのものである。アーザードはイスラーム諸学の基礎を父のムハンマド・バーキルに学んだ。
1845年前後に、父は息子をデリー・カレッジ「東洋」部門に入学させた。そこでは英語よりもアラビア語やペルシア語で授業が行われ、アーザードはウルドゥー語で書いたエッセイが賞を取るなど、優秀な生徒であった。デリー・カレッジにおける8年の教育課程の間に見合いによる結婚も経験した。デリーでは、ムガル朝の桂冠詩人、ゾウクにも学んだ。カレッジは1854年ごろに卒業したと見られ、卒業後は父の新聞や出版社の仕事を手伝った。
1857年の「大反乱」では、運動に参加した父ムハンマド・バーキルが逮捕され処刑された。アーザードは家族（母こそいないが年老いた女性から幼い子どもまでを含む拡大家族を形成して暮らしていた）とともに屋敷から退去を命じられた。アーザードは家族を知人らに預けると、自分ひとりは旅を続け、最終的にラーホールに落ち着いた。ラーホールでは東洋学者のゴットリープ・ヴィルヘルム・ライトナーの知己を得た。

## 作品
アーザードは、アルターフ・フサイン・ハーリーと共にウルドゥー語による近代詩の開拓者であり、1880年に書かれた『生命の水（Āb-e ḥayāt）』の他、随筆集など多くの著書がある。『生命の水』はウルドゥー語により詠まれた詩の歴史、詩論、詩人論である。『生命の水』には17世紀の詩人ワリーから19世紀後半の詩人アニースやダビールまでのウルドゥー詩人の生涯、著作、逸話が紹介されている。アーザードはこれらの詩人による詩を「ウルドゥー古典詩」と位置づけて5つの時期区分とともに示しているが、批判も多いことで知られている。
アーザードは大変な愛書家でもあり、人生の多くの時間を本を集めることに費やした。住んでいた北インドから、稀書を買い求めるために中央アジアへ旅に出たこともある。そのほか、イランやベンガルにも本を買うための旅に出た。アーザードが亡くなった後は、孫がパンジャーブ大学にアーザードの蔵書、1816冊を寄贈した。大学はこれを「アーザード・コレクション」と名づけて保管したが、1961年の時点で50冊ほどが所在不明になっていることがわかっている。